# 毛月江
毛月江（？—1554年7月12日），童名思真錢金，號月江，是琉球國第二尚氏王朝君主尚清王之妃，封按司加那志。其弟毛永蔭（兼城親方榮重）是毛氏兼城御殿元祖，也是久場川村平安名家的祖先。她的兒子尚元繼位為王。